# Wolfgang Grummt
Wolfgang Grummt (* 22. August 1932 in Wildenfels; † 7. Januar 2013) war ein deutscher Ornithologe, Tiergartenbiologe und Naturschützer. Seine Forschungsschwerpunkte waren die Hühner- und Papageienvögel.

## Leben
Er belegte 1951 bis 1956 ein Studium der Biologie an der Universität Leipzig und erhielt einen Abschluss als Diplom-Biologe mit einer tierkundlichen Diplomarbeit. 1979 war die Promotion an der Humboldt-Universität zu Berlin zum Dr. rer. nat. 1956 bis 1997 war er wissenschaftlicher Assistent und Kurator für Vögel im Tierpark Berlin. Ab 1975 war Grummt Direktorialassistent und stellvertretender Direktor. 1990 bis 1991 war er kommissarischer Direktor und schließlich ab 1997 Emeritus. Grummt war 1979 bis 1990 Mitherausgeber, 1991 bis 1993 Herausgeber von Beiträge zur Vogelkunde. 1983 bis 1990 war er Mitherausgeber des Journals Der Zoologische Garten und ab 1991 Chefredakteur. 1991 war er Mitherausgeber der Tierpark-Hauszeitschrift Milu. 1995 war er Vorsitzender der World Pheasant Association (Sektion Deutschland). Er war 1998 bis 2013 in der Fachredaktion der Fachzeitschrift Gefiederte Welt. 1999 bis 2013 war Grummt im Beirat der Loro-Parque-Stiftung des Loro Parque auf Teneriffa. Ab 2002 war er im Förderkreis des Vogelpark Walsrode.
Ferner war Grummt Mitglied in mehreren Organisationen und Gruppen, darunter Verband Deutscher Zoodirektoren (VdZ), Ehrenmitglied des Internationalen Zoodirektorenverbandes, Species Survival Comission der IUCN, Conservation Breeding Specialist Group der IUCN, World Pheasant Association (Sektion Deutschland), Deutsche Ornithologen-Gesellschaft (DOG), Gesellschaft für Tropenornithologie (GTO), Avicultural Society und International Wild Waterfowl Association. Er war Sachverständiger für das Washingtoner Artenschutzübereinkommen (WA) und Bundesnaturschutzgesetz für das Sachgebiet Vögel. Studienreisen und Kongressteilnahmen erfolgten u. a. in den USA, Kanada, Mexiko, Kuba, Brasilien, Argentinien, Simbabwe, Marokko, Malaysia, Singapur, Borneo, Vietnam, China, Nordkorea, Mongolei, ehemalige Sowjetunion. Grummt schrieb zahlreiche wissenschaftliche Artikel, meist über Vögel, in wissenschaftlichen Journalen und populärwissenschaftlichen Fachzeitschriften wie der Gefiederten Welt.

## Auszeichnungen
- 1992 Ehrenmitglied der Vogelfreunde Berlin e. V.
- 1. Oktober 1996 Verdienstorden des Landes Berlin
- 1997 Conservation Award for outstanding contributions to Wildlife species and their habitats der IWWA
- 2002 Alfred-Fichtner-Medaille der VZE

## Werke (Auswahl)
- H. Dost und W. Grummt: Sittiche und andere Papageien. Verlag J. Neumann-Neudamm, 1975.
- W. Grummt und H. Strehlow: Vögel – Zootierhaltung, Tiere in menschlicher Obhut. Verlag Harri Deutsch, 2009
- W. Grummt: Zur Morphologie, Biologie und Ökologie der kleinäugigen Wühlmaus, Pitymys subterraneus de Selys-Longchamps. Diplomarbeit, Universität Leipzig, 1958.
- W. Grummt: Werkzeuggebrauch beim Wasserbüffel (Bubalus arnee f. bubalis L.). In: Zool. Garten. Neue Folge Band 27, 1963, S. 262–263.
- W. Grummt: Beiträge zur Biologie, speziell zur Fortpflanzungsbiologie der Pelikane. In: Zool. Garten. Neue Folge Band 54, 1984, S. 225–312.
- W. Grummt: Zur Haltung und Zucht von Veilchenohrkolibris, Colibri coruscans (Gould, 1846), im Tierpark Berlin-Friedrichsfelde. In: Zool. Garten. Neue Folge Band 61, 1991, S. 213–224.
- W. Grummt: Erfolgreiche Brut des Riesenreihers (Ardea goliath) im Tierpark Berlin-Friedrichsfelde. In: Zool. Garten. Neue Folge Band 63, 1993, S. 303–313.
- W. Grummt: Erfolgreiche Brut des Wespenbussards (Hernis apivorus) im Tierpark Berlin-Friedrichsfelde. In: Zool. Garten. Neue Folge Band 65, 1995, S. 357–364.
- W. Grummt: Weitere erfolgreiche Nachzuchten des Afrikanischen Marabus, Leptoptilos crumeniferus (Lesson, 1831) im Tierpark Berlin-Friedrichsfelde. In: Zool. Garten. Neue Folge Band 67, 1997, S. 34–52.